# Ammidine
Le ammidine sono una classe di composti chimici formalmente derivanti dagli ossoacidi.
Gli ossoacidi da cui derivano le ammidine devono essere della forma RnE(=O)OH. Il gruppo ossidrile è sostituito da un gruppo amminico [–NR2], mentre il gruppo [=O] è sostituito dal gruppo imminico [=NR], per cui la struttura generale delle ammidine è RnE(=NR)NR2.
Le ammidine, a differenza degli ossoacidi da cui derivano, sono composti spiccatamente basici: in seguito a protonazione sull'azoto imminico lo ione positivo risultante, lo ione ammidinio,  è efficacemente stabilizzato per risonanza, descrivibile in forma schematica come segue:
HRN+=E–NR2  ←→  HRN–E=N+R2

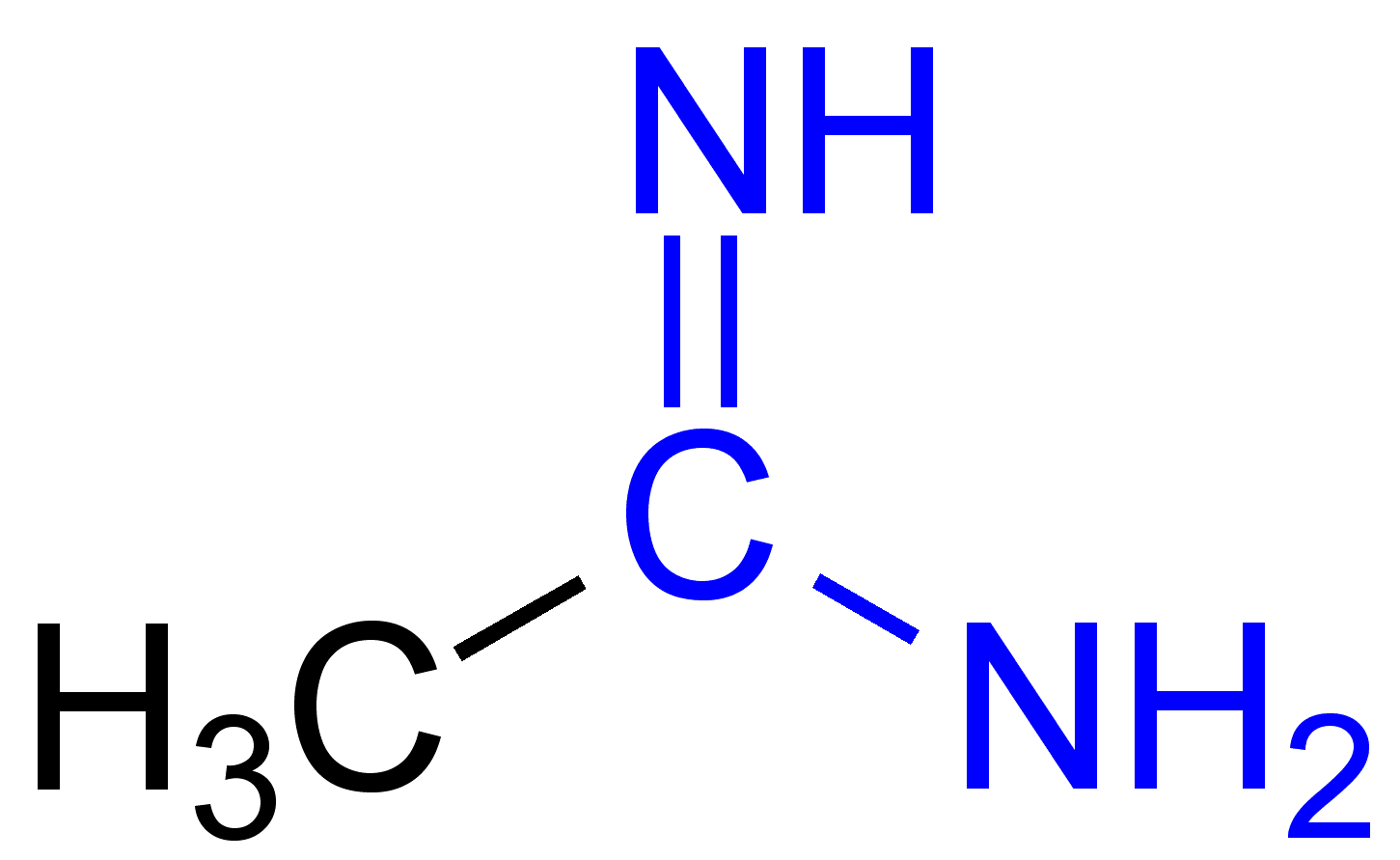
Formula di struttura dell'acetammidina

In tal modo, dalle ammidine si ottiene una prima serie di sali, come ad esempio i cloruri di ammidinio, per reazione con acido cloridrico: [HRN=E–NR2]+Cl–.
Quando l'acido da cui deriva l'ammidina è un acido carbossilico, il composto risultante è detto carbossiammidina, e ha struttura generale:
Le carbossiammidine vengono chiamate semplicemente ammidine, anche perché sono il tipo di ammidine incontrate principalmente nella chimica organica. L'ammidina più semplice è la formammidina, la cui formula è HC(=NH)NH2.
Altri esempi di ammidine sono l'acetammidina (dall'acido acetico), la benzammidina (dall'acido benzoico), l'ammidina biciclica DBU e il farmaco diminazene.
Il processo più comune per ottenere le ammidine è la reazione di Pinner.

## Sali di ammidine deprotonate (ammidinati metallici)
Le ammidine possono anche generare ioni ammidinato per deprotonazione, dando luogo ad un'altra serie di sali, gli ammidinati metallici. Questi si formano per sostituzione di un H del gruppo amminico (–NRH) dell'ammidina, recante almeno un atomo di idrogeno, con uno ione metallico M+ e hanno quindi la struttura generale  M+[RN=C(R)–NR]–. Dato che le ammidine sono in genere acidi molto deboli, più deboli delle corrispondenti ammidi, questi sali si possono ottenere solo facendo reagire l'ammidina con basi molto forti, come ad esempio i composti organolitio (metillitio, n-butillitio). Sono ampiamente usati come ligandi nelle complessazioni di composti organometallici.